# 케이시 맥아티어
케이시 맥아티어 (Kasey McAteer, 2001년 11월 22일 ~ )는 잉글랜드의 축구 선수이며, 레스터 시티에서 공격형 미드필더 또는 라이트 윙어로 뛰고 있다.